# 厄氏呂宋花鮨
厄氏呂宋花鮨，為輻鰭魚綱鱸形目鱸亞目鮨科的其中一種，分布於印度太平洋區，包括馬爾地夫、聖誕島、密克羅尼西亞、馬紹爾群島、夏威夷群島、威克島等海域，棲息深度15-105公尺，體長可達4.2公分，棲息在礁石區，為底棲性魚類，屬肉食性，生活習性不明。

## 擴展閱讀
維基物種上的相關：厄氏呂宋花鮨